# 응우옌푹미엔칵
응우옌푹미엔칵(베트남어: Nguyễn Phúc Miên Khách / 阮福綿客 완복면객, 1835년 5월 6일 ~ 1858년 12월 9일)은 응우옌 왕조의 황족이다. 민망 황제의 69번째 아들로, 생모는 귀인(貴人) 도티떰(杜氏心)이다.

## 생애
민망 16년 음력 4월 9일(1835년 5월 6일), 후에 황성에서 출생하였다.
뜨득 5년(1852년) 음력 2월, 보안군공(베트남어: Bảo An Quận Công / 保安郡公)으로 봉해졌다.
뜨득 11년 음력 11월 5일(1858년 12월 9일), 사망하니 향년 24세였다. 시호를 온민(溫敏)으로 하였고, 트어티엔부 흐엉투이현 끄찐총(居正總) 즈엉쑤언하사(楊春下社)에 장사지냈다.
아들 2명이 모두 일찍 죽었기 때문에 뜨득 20년(1867년)에 전친사(展親祠)에 열사(列祀)되었다.
함응이 원년(1885년) 가을, 친훈사(親勳祠)로 개사(改祀)되었다. 이후 흐엉짜현 푸쑤언총(富春總) 쑤언즈엉사(春陽社)에 사당을 세워 제사를 지냈다.

## 자녀
아들 2명과 딸 2명을 두었으나 모두 일찍 죽었다. 후예는 명(皿) 자부(字部)를 하사받고 그에 따라 이름을 지었다.
타인타이 2년(1890년), 동복누나인 패은공주(沛恩公主) 응우옌응옥르엉찐의 주청으로 어린 동복동생인 건풍군공(建豐郡公) 응우옌푹미엔호앙의 다섯째 아들 응우옌푹홍지에우(阮福洪𤾫)로 하여금 후사가 되게 하였고, 응우옌푹홍지에우는 응우옌푹홍익(阮福洪益)으로 개명한 뒤 기외후(畿外侯)를 습봉하였다.